# Celle (stacja kolejowa)
Celle – stacja kolejowa w Celle, w kraju związkowym Dolna Saksonia, w Niemczech. Znajdują się tu 3 perony.